# Communauté de communes de la Région de Pouancé-Combrée
Die Communauté de communes de la Région de Pouancé-Combrée ist ein ehemaliger französischer Gemeindeverband mit der Rechtsform einer Communauté de communes im Département Maine-et-Loire in der Region Pays de la Loire. Sie wurde am 26. Dezember 1994 gegründet und umfasste 14 Gemeinden. Der Verwaltungssitz befand sich im Ort Pouancé.

## Historische Entwicklung
Mit Wirkung vom 1. Januar 2017 wurde der Gemeindeverband aufgelöst und seine Mitgliedsgemeinden der Communauté Candéenne de coopérations communales angeschlossen, die ab nun auf die Bezeichnung Anjou Bleu Communauté umbenannt wurde. Gleichzeitig schlossen sich die Gemeinden La Chapelle-Hullin, Chazé-Henry, Grugé-l’Hôpital, Noëllet, Combrée, Pouancé, La Prévière, Saint-Michel-et-Chanveaux, Le Tremblay und Vergonnes zur Commune nouvelle Ombrée d’Anjou zusammen.

## Ehemalige Mitgliedsgemeinden
1. Armaillé
2. Bouillé-Ménard
3. Bourg-l’Évêque
4. Carbay
5. La Chapelle-Hullin
6. Chazé-Henry
7. Combrée
8. Grugé-l’Hôpital
9. Noëllet
10. Pouancé
11. La Prévière
12. Saint-Michel-et-Chanveaux
13. Le Tremblay
14. Vergonnes